# Dasycorsa marerufa
Dasycorsa marerufa là một loài bướm đêm trong họ Geometridae.